# 어메이산 트랩
어메이산 트랩(중국어: 峨嵋山暗色岩)은 중국 쓰촨성 어메이산 지역을 중심으로 중국 서남부에 광범위하게 존재하는 대규모 범람 현무암 화산성 지역 또는 거대 화성암 지대를 의미한다. 보통 어메이산 페름기 거대 화성암 지대(Permian Emeishan Large Igneous Province)나 어메이산 범람 현무암 지대(Emeishan Flood Basalts)라고 부른다. 여타 다른 화성암 지대나 트랩 암석 지대와 마찬가지로 어메이산 트랩 지역도 대규모 맨틀 플룸 화산 분출에 따라 만들어진 여러 층의 화성암 퇴적물 지대이다. 어메이산 트랩 분출은 지구에 생태학적, 고생물학적 영향을 주었다.
어메이산 트랩의 분출은 약 2억 6,500만년 전(265Ma) 또는 그보다 이전에 일어난 것으로 추정된다. 주요 분출 기간은 2억 6,200만년 전에서 2억 6,100만년 전 사이이며 2억 5,900만년 전에 화산 분출이 끝난 것으로 추정된다.
분출 규모는 지질 시대 규모로 보면 불과 얼마 안되어 일어난 시베리아 트랩(2억 5천만년 전 분화)과 비교하면 매우 적다. 어메이산 현무암은 두께가 수 백 m에서 최대 수 km(지역 전체의 평균 범람 현무암 지층의 두께는 700m)에 2.5 × 105km2을 덮고 있던 것으로 추정되나 초기에는 5 × 105km2 규모의 넓이를 덮고 있었던 것으로 추정된다. 따라서 범람 현무암 전체 지대의 넓이는 0.3 × 106km2인 것으로 추정된다. 지질학적 기록을 통해 어메이산 트랩 중앙의 초기 분화 활동은 눈에 띄는 화산 전 전조 현상 없이 초심도 환경에서 바로 분화한 것으로 추정된다.
어메이산 트랩은 페름기 과달루페세 캐피탄절 말엽에 수많은 동식물이 절멸한 과달루페세 대량절멸 또는 캐피탄절 대량절멸이라 부르는 사건과 관련이 있다. 트랩 내의 석회암 지층에서는 첫 분출 직전 점진적 멸종이 일어났으나 폭발적인 화산 활동 직후 대량절멸이 일어났음을 보여준다. 화산재 형성을 통해 어메이산 트랩의 분화 활동은 수증기 마그마성 분출인 것으로 추정된다. 빈센트 코틸러트와 같은 연구자들은 어메이산 트랩 분출과 과달루프세 대량절멸과의 관련이 깊다고 주장하며 이 시기 대량절멸 현상의 원인은 화산 활동 때문이라고 주장한다.

## 같이 보기
- 시베리아 트랩
- 데칸 트랩

## 참고 문헌
- Dobretsov, N. L. (2005). “Large Igneous Provinces of Asia (250 Ma): Siberian and Emeishan traps (plateau basalts) and associated granitoids.”. 《Geologiya I Geofizika》 46: 870–890.
- He, Bin; Xu, Yi-Gang; Chung, Sun-Ling; Huang, Xiao-Long; Wang, Ya-Mei (2003). “Sedimentary evidence for a rapid kilometer-scale crustal doming prior to the eruption of the Emeishan flood basalts”. 《Earth and Planetary Science Letters》 213 (3–4): 391–405. Bibcode:2003E&PSL.213..391H. doi:10.1016/s0012-821x(03)00323-6.
- He, Bin; Xu, Yi-Gang; Huang, Xiao-Long; Luo, Zhen-Yu; Shi, Yu-Ruo; Yang, Qi-Jun; Yu, Song-Yue (2007). “Age and duration of the Emeishan flood volcanism, SW China: Geochemistry and SHRIMP zircon Uranium–U-Lead–Pb dating of silicic ignimbrites, post-volcanic Xuanwei Formation and clay tuff at the Chaotian section”. 《Earth and Planetary Science Letters》 255 (3–4): 306–23. Bibcode:2007E&PSL.255..306H. doi:10.1016/j.epsl.2006.12.021.
- Koeberl, Christian, and Francisca C. Martinez-Ruiz, eds. (2003) Impact Markers in the Stratigraphic Record. New York, Springer-Verlag.
- Yuen, David A., Shinegoru Maruyama, Shun-Ichiro Karato, and Brian F. Windley, eds. (2007) Superplumes: Beyond Plate Tectonics. New York, Springer-Verlag.